# Kildwick
Kildwick is een civil parish in het bestuurlijke gebied Craven, in het Engelse graafschap North Yorkshire met 194 inwoners.